# 阿韦萨达什
阿韦萨达什是葡萄牙波尔图区的一个堂区。总面积5.05平方公里，总人口1242人，人口密度245.9人/平方公里。